# علياء محمد سعيد
علياء محمد سعيد هي لاعبة ألعاب قوى وعداءة إماراتية.

## الميداليات والألقاب
استطاعت علياء محمد سعيد إحراز العديد من الميداليات والألقاب خلال مشاركاتها بالبطولات الإقليمية والدولية المختلفة، ويوضح الجدول التالي أهم الميداليات التي حققتها والمراكز التي احتلتها خلال مسيرتها:
| السنة | البطولة                        | الميدالية/المركز | المسابقة            | ملاحظات |
| ----- | ------------------------------ | ---------------- | ------------------- | --- |
| 2013  | البطولة الأسيوية لألعاب القوى  | فضية             | سباق 10000 متر      | [ 1 ] |
| 2013  | البطولة الخليجية لرياضة المرأة | فضية             | سباق 3000 متر       | أنهت السباق في زمن قدره 9.53.69 دقيقة                                                                        |
| 2014  | دورة الألعاب الأسيوية 2014     | ذهبية            | سباق 10000 متر      | أنهت السباق في زمن قدره 31,51,86 دقيقة                                                                       |
| 2015  | البطولة الخليجية لرياضة المرأة | ذهبية            | سباق 5000 متر جري   | استطاعت انهاء السباق في زمن قدره 16.06.27 دقيقة                                                              |
| 2016  | البطولة العربية لألعاب القوى   | ذهبية            | سباق اختراق الضاحية | استطاعت انهاء السباق في زمن قدره 25.05 دقيقة                                                                 |
| 2017  | البطولة العربية لألعاب القوى   | ذهبية            | سباق 5000 متر جري   | [ 8 ] [ 9 ]                                                                                                  |
| 2017  | البطولة العربية لألعاب القوى   | ذهبية            | سباق 10000 متر      | أنهت السباق في زمن قدره 38.53.31                                                                             |
| 2017  | البطولة الآسيوية لألعاب القوى  | فضية             | سباق 5000 متر جري   | أنهت السباق في زمن قدره 15.59.59 بفارق ثانيتين فقط عن صاحبة المركز الثالث العداءة الكازخستانية داريا ماسلوفا |
| 2017  | دورة الالعاب الآسيوية للصالات  | ذهبية            | سباق 3000 متر       | [ 14 ] |
| 2022  | ماراثون أزيلال الدولي          | فضية             | ماراثون             | أنهت الماراثون في زمن قدره 60.15.07 دقيقة                                                                    |